# Вайда, Ладислао
Ладисла́о Ва́йда (исп. Ladislao Vajda, настоящее имя Ласло Вайда Вейс (венг. László Vajda Weisz); 18 августа 1906, Будапешт — 25 марта 1965, Барселона) — венгерский кинорежиссёр и сценарист.

## Биография
Ласло Вайда — сын сценариста Ладислауса Вайды. Пришёл в кинематограф в 1927 году. Он написал сценарий к фильму «Королева чардаша», снятому Гансом Шварцем. Спустя три года Вайда написал сценарий к французской ленте «Тараканова» Раймона Бернара. В 1932 году вместе с британским режиссёром Виктором Хенбури снял свой первый фильм Where Is This Lady?. В том же году состоялся дебют Ласло Вайды в качестве монтажёра киноленты Es war einmal ein Walzer. Вайда также занимался монтажом в 1935—1936 годах. В 1930-е годы Вайда снял ещё несколько фильмов, преимущественно в Венгрии, но также в Великобритании и Палестине. С 1939 года Вайда находился в Италии, где снял три фильма. В 1942 году обосновался в Испании, латинизировал своё имя и снял до середины 1950-х годов 15 фильмов, некоторые из них в совместном производстве с португальцами.
Самой известной работой Ладислао Вайды стал его первый фильм на немецком языке «Это случилось при свете дня» 1958 года, действие которого происходит в Швейцарии. Лента снималась в сотрудничестве с испанскими и швейцарскими кинематографистами. Вайда выступил также в качестве одного из сценаристов. Фильм номинировался на «Золотого медведя». После «Это случилось среди бела дня» Вайда снял ещё четыре немецких фильма, затем ещё два своих последних фильма 1963 и 1965 годов, уже испанского производства.
В 1960 году Ладислао Вайда удостоился премии Эрнста Любича за фильм «Человек проходит сквозь стену».

## Фильмография
- 1932: Where Is This Lady?
- 1932: Es war einmal ein Walzer
- 1933: Love on Skis
- 1936: Крылья над Африкой / Wings Over Africa
- 1937: A kölcsönkért kastély
- 1945: O Diabo São Elas
- 1947: Три зеркала / Três Espelhos
- 1949: Золотая мадонна / The Golden Madonna
- 1954: Авантюры севильского цирюльника / Aventuras del barbero de Sevilla
- 1955: Марселино, хлеб и вино / Marcelino, pan y vino
- 1956: Вечер на бое быков / Tarde de toros
- 1956: Мой дядя Хасинто / Mi tío Jacinto
- 1957: Ангел спустился в Бруклине / Un angelo è sceso a Brooklyn
- 1958: Это случилось при свете дня / Es geschah am hellichten Tag
- 1959: Человек проходит сквозь стену / Ein Mann geht durch die Wand
- 1960: «Мария», порт приписки Бильбао / María, matrícula de Bilbao
- 1961: Тень становится длиннее / Die Schatten werden länger
- 1961: Лгун / Der Lügner
- 1962: Маяк / Das Feuerschiff
- 1963: Почти порядочная девушка / Ein fast anständiges Mädchen
- 1965: Женщина из Бейрута / La dama de Beirut